# Tell Sultan
Tell Sultan (tiếng Ả Rập: تل سلطان; cũng đánh vần Tall as-Sultan) là một thị trấn ở phía tây bắc Syria, một phần hành chính của Tỉnh Idlib, nằm về phía đông nam của Idlib và cách Aleppo 37 km về phía tây nam. Các địa phương gần đó bao gồm Abu al-Thuhur ở phía đông nam, Tell Mardikh ở phía tây nam, Saraqib ở phía tây và Tell Touqan ở phía tây bắc. Theo Cục Thống kê Trung ương Syria, Tell Sultan có dân số 2.389 người trong cuộc điều tra dân số năm 2004.

## Lịch sử
Nói với tư cách là - Sultan dịch là "Đồi của Sultan." Nó đã nhận được tên này sau khi sultan của Seljuk bị nhốt tại ngọn đồi trong cuộc bao vây Aleppo vào năm 1070 sau Công nguyên. Saladin và quân đội Ayyubid của ông đã quyết định đánh bại quân đội Zengids do Ghazi II Saif ud-Din chỉ huy trong trận chiến trên địa điểm Tell Sultan.
Thị trấn đã được viếng thăm vào đầu thế kỷ 13 bởi nhà địa lý người Syria Yaqut al-Hamawi, người đã lưu ý rằng đó là một "cuộc diễu hành từ Halab (Aleppo) về phía Damascus" và nó chứa "một caravanserai và nhà nghỉ cho khách du lịch."  Sau đó, vào năm 1232, nữ hoàng nhiếp chính của Aleppo, Dayfa Khatun đã nhận Fatima Khatun, con gái của Ayyubid sultan al-Kamil và Baha ad-Din ibn Shaddad tại một buổi lễ ở Tell Sultan.